# Estádio Raimundo de Oliveira
O Estádio Raimundo de Oliveira Filho, ou Raimundão é um estádio de futebol da cidade de Caucaia, no estado do Ceará,  fundado em 25 de março de 2001.
Além do Caucaia Esporte Clube usar o estádio para seus jogos e treinos, outros times locais e regionais também usam, como: Floresta, Guarany de Sobral, Itapajé, Ferroviário, Tiradentes, dentre outros.